# 清水站 (岐阜縣)
清水站（日语：／ Kiyomizu eki */?）是位於岐阜縣揖斐郡揖斐川町清水，名古屋鐵道揖斐線的鐵道車站（廢站）。

## 歷史
- 1928年（昭和3年）12月20日 - 美濃電氣軌道（日语：美濃電気軌道）北方線黑野站至本揖斐站之間開業，此站啟用[3][4][5][6]。
- 1930年（昭和5年）8月20日 - 美濃電氣軌道與名古屋鐵道（第一代。同年中改名為名岐鐵道，在1935年起再改名為名古屋鐵道）合併。成為名古屋鐵道揖斐線的車站[4]。
- 1948年（昭和23年）11月1日前 - 成為無人車站[7]。
- 2001年（平成13年）10月1日 - 隨著黑野站至本揖斐站之間被廢除，此站也被廢除[5][6]。

## 車站構造
截至車站廢除前，此站是地面車站，設有1面1線的單式月台。曾經此站設有列車交會設備，當時設有相對式月台。

### 配線圖
| ← 本揖斐方向    | 清水站 站內配線略圖 | → 忠節方向 |
| 图例 参考文献： |                     |            |

## 使用狀況
- 在中提及在1992年度，當時1日平均上下車人次為190人，為除岐阜市內線均一車費區間內各站（岐阜市內線、田神線、美濃町線徹明町站至琴塚站之間）外名鐵所有車站（342站）中排名第321，揖斐線、谷汲線之間（24站）排名第14[2]。

## 車站遺址
截至2017年5月，車站遺址變為空地，被用作私人停車場。

## 替代交通
- 揖斐川町社區巴士（日语：揖斐川町コミュニティバス）：清水巴士站[10]

## 其他
在名古屋鐵道中，由於在瀨戶線中也有一座清水站（日语：／）。因此從此站發行的車票中，會印上（揖）清水以作分辨。

## 相鄰車站
名古屋鐵道
揖斐線
中之元－清水－本揖斐
- 在1969年（昭和44年）前，此站與本揖斐站之間曾設有八丈岩站。

## 注腳
1. ↑  1/20萬地勢圖「岐阜」，1994年(平成6年)。
2. 1 2  名古屋鐵道廣報宣傳部（編）. . 名古屋鐵道. 1994: 651–653.
3. ↑  「地方鉄道運輸開始」《官報》1928年12月27日（國立國會圖書館數碼化收藏）
4. 1 2  . 鄉土出版社. 1997: 220–230. ISBN 4-87670-097-4 （日语）.
5. 1 2  今尾惠介（監修）.  7 東海. 新潮社. 2008: 53. ISBN 978-4-10-790025-8 （日语）.
6. 1 2 3  德田耕一. . JTB Can Books. JTB出版. 2005: 144. ISBN 978-4-53305-883-7 （日语）.
7. 1 2  德田耕一. . JTB Can Books. JTB出版. 2005: 99. ISBN 978-4-53305-883-7 （日语）.
8. ↑  川島令三. . 名古屋北部・岐阜篇 1. 草思社. 1997: 144. ISBN 4-7942-0796-4 （日语）.
9. ↑  電氣車研究會，《鐵道畫刊》通卷第473號 1986年12月 臨時增刊号 「特集 - 名古屋鐵道」，附圖「名古屋鐵道路線略圖」
10. ↑  名阪近鐵巴士（日语：名阪近鉄バス）.  (PDF). 揖斐川町. 2015年9月1日  [2017年5月18日]. （原始内容存档 (PDF)于2017年5月17日） （日语）.
11. ↑   （页面存档备份，存于）（日語）